# Gossypium barbadense
Gossypium barbadense ist eine Pflanzenart aus der Gattung Baumwolle (Gossypium). Sie stammt aus dem tropischen Ecuador und Peru und wird inzwischen weit verbreitet zur Gewinnung von Baumwollfasern angebaut.

## Beschreibung

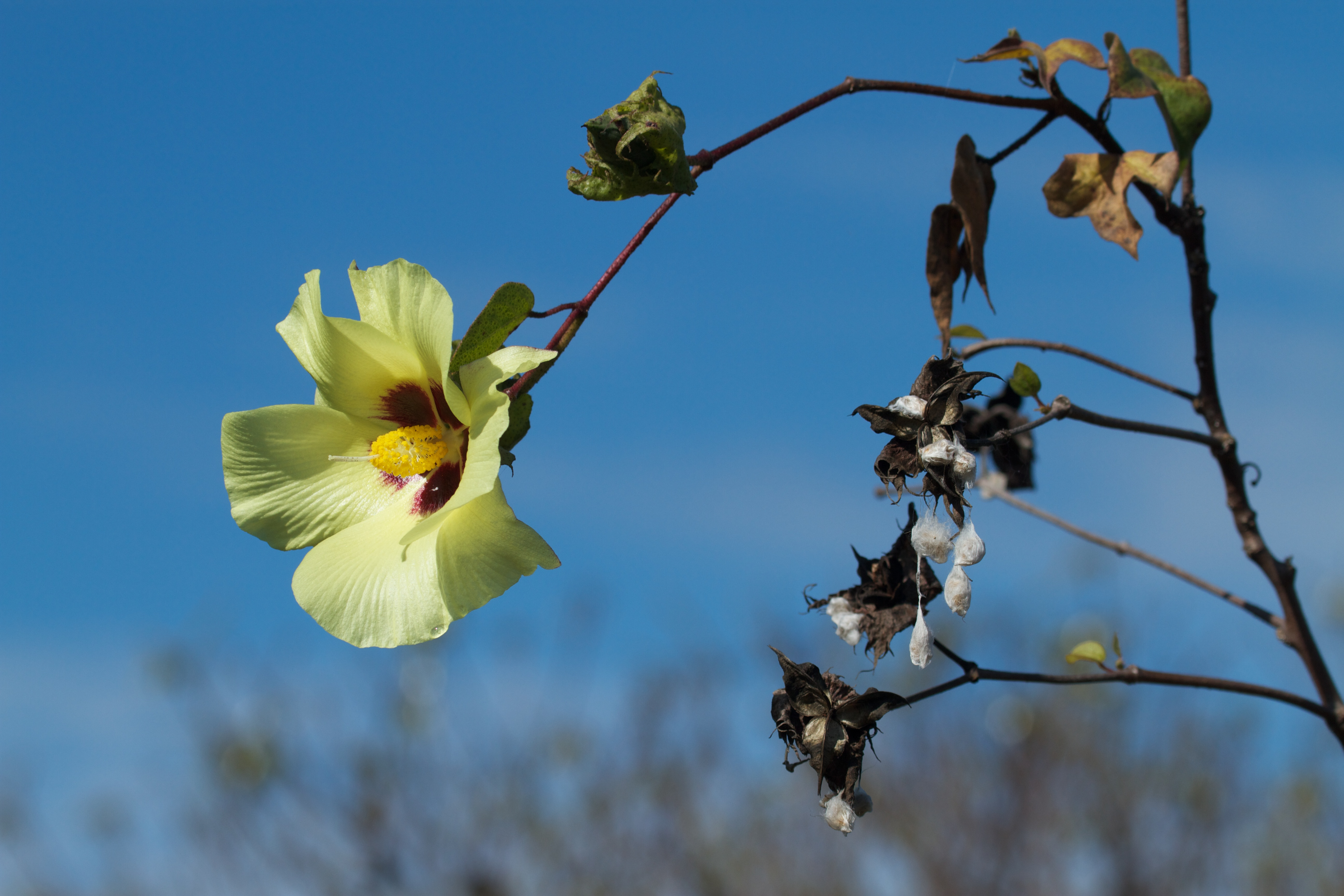
Blüte von Gossypium barbadense

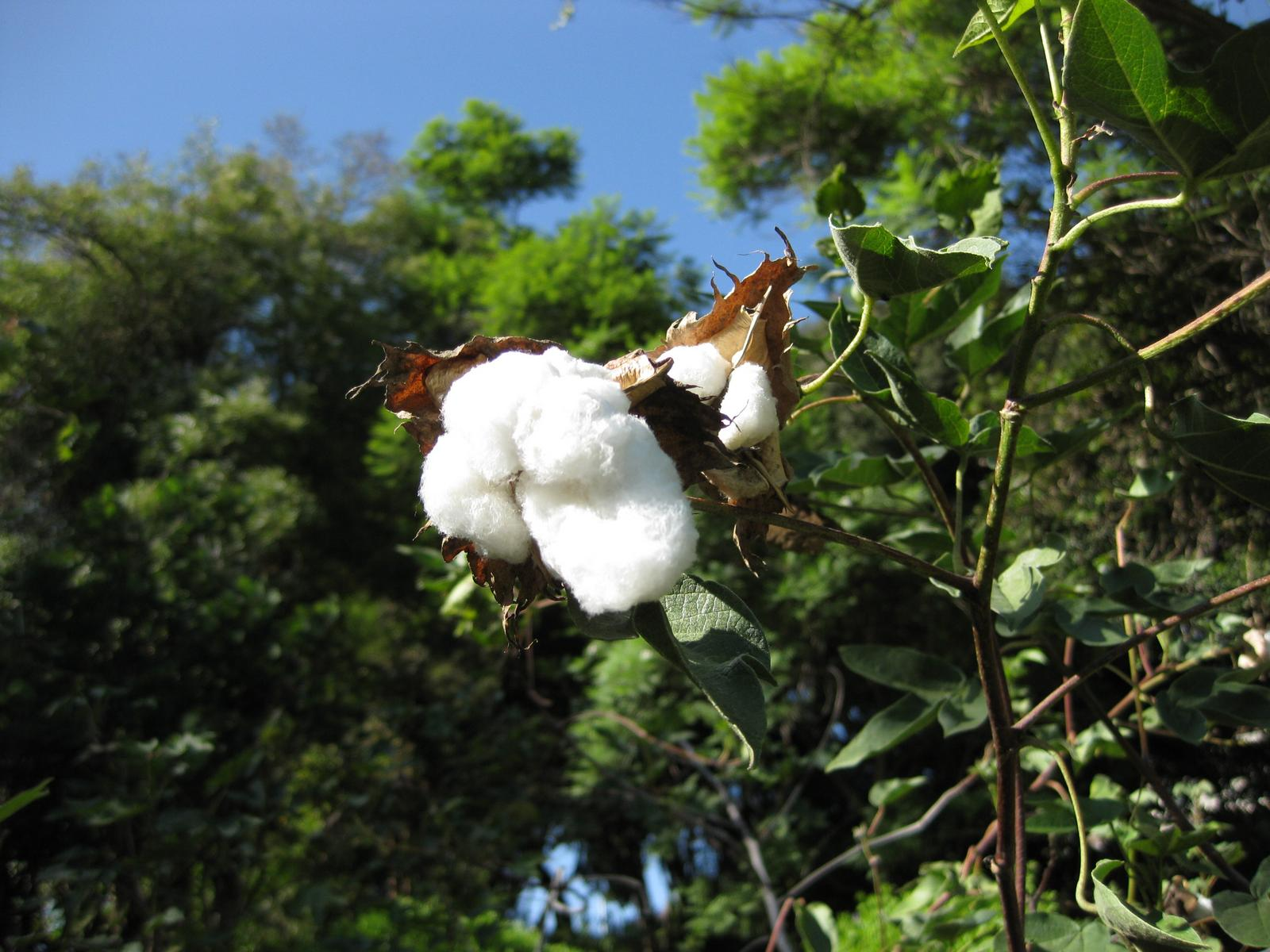
Geöffnete Frucht

Gossypium barbadense wächst als ausdauernder Strauch oder Halbstrauch, der eine Wuchshöhe von 2 bis 3 m erreicht. In Kultur wird die Pflanze einjährig gezogen. Die Sprossachse ist dunkel rötlich und kantig sowie drüsenbesetzt. Die Behaarung kann sich auf die ganze Pflanze erstrecken oder auf die Blattstiele und die Blattadern auf der Unterseite der Blätter beschränkt sein.
Die wechselständigen und gestielten, handförmig geteilten bis gespaltenen Laubblätter sind meist drei- oder fünf- bis siebenlappig, zuoberst sind sie manchmal auch ungeteilt. Die Unterseite der Blätter ist mit Nektarien besetzt. Die ganzrandigen Blattlappen sind eiförmig bis verkehrt-eiförmig und zugespitzt. Das Blatt erreicht einen Durchmesser bis zu 20 cm, der Blattgrund ist herzförmig, der Blattstiel ist länger als die Blattspreite. Die Nebenblätter sind 1 bis 5 cm lang, sie fallen meist bald ab. Die Nebenblätter sind meist abfallend.
Die zwittrigen Blüten mit doppelter Blütenhülle stehen einzeln in den Blattachseln oder endständig. Die Blütenstiele sind mit 1 bis 4 cm kürzer als die Blattstiele. Der Außenkelch besteht aus drei, nach anderen Angaben fünf oder mehr nicht miteinander verwachsenen, fransigen Hüllblättern. Sie sind 6 cm lang und 4,5 cm breit, vorne mit 7 bis 19 spitzen Zacken, am Grund herzförmig. Zwischen den Hüllblättern befinden sich unterhalb Nektarien. Der schüsselförmige, drüsige Kelch ist gestutzt und bewimpert mit fünf minimalen Zähnchen, auch hier befinden sich Nektarien. Die fünf dachigen und verkehrt-eiförmigen Kronblätter sind hellgelb mit je einem dunkelroten Fleck an der Basis. Sie werden 5 bis 8 cm groß und sind auf der Außenseite behaart. Die Columna ist 3,5 bis 4 cm lang, die kurzen Staubfäden der einthekigen Antheren sind mehr oder weniger lang. Der mehrkammerige Fruchtknoten ist oberständig. Die keulenförmige und geteilte Narbe überragt die Staubblattröhre deutlich.
Die lokulizidale und kahle, grubige Kapselfrucht am beständigen Kelch und Außenkelch, die 3 bis 7 cm lang wird, ist drei-, seltener vierteilig, eiförmig bis ellipsoid, vorne spitz oder geschnäbelt. Die eiförmigen Samen sind glatt und schwarz, bis 0,8 cm groß und dicht von langen weißen Fasern sowie, kurzen, nicht fest haftenden Fasern umgeben.
Die Chromosomenzahl beträgt 2n = 4x = 52.

## Verbreitung
Gossypium barbadense stammt aus dem tropischen Ecuador und Peru. Sie wird weltweit in den Tropen und Subtropen kultiviert. Der vierfache Chromosomensatz (Tetraploidie) von Gossypium barbadense stammt von zwei unterschiedlichen Ausgangsarten (Allopolyploidie). Der eine Teil des Chromosomensatzes ähnelt dem von amerikanischen Arten, der zweite Teil allerdings dem von afrikanischen Arten. Wann die Kreuzung der beiden Ausgangsarten stattfand ist unklar: Vorgeschlagen wurde ein Zeitpunkt vor der Trennung Afrikas und Südamerikas (vor 60–100 Millionen Jahren) oder ein Austausch durch den Menschen vor wenigen hundert Jahren. Molekulargenetische Untersuchungen deuten allerdings auf ein Alter von Gossypium barbadense von 1 bis 2 Millionen Jahren; wie der Austausch der heute auf verschiedenen Kontinenten räumlich getrennten Ausgangsarten stattfand, ist unklar.

## Verwendung
Gossypium barbadense ist ein Lieferant der längsten, Extra Langstapel (ELS) Baumwollfasern; Pima-, Supima-, Ägyptische-Baumwolle (Giza), Sea Island Cotton, mit bis etwa 50 mm langen Fasern. Erste Funde von Fasern, die Gossypium barbadense zugeordnet werden, stammen von Fischernetzen an der Küste Perus und datieren auf 1500 bis 2400 Jahre vor Christus. Von dort wurde die Pflanze in vorkolumbianischer Zeit in Südamerika, der Karibik und bis auf die Galápagosinseln verbreitet. Schon in dieser Zeit lassen sich züchterische Veränderungen feststellen: Die kurzen Fasern rund um die Samen wurden weniger, die langen Fasern dafür mehr und länger, zudem verlor die Samenschale an Festigkeit, so dass die Samen schneller keimen.
Die Samen sind essbar, auch kann aus ihnen Baumwollsamenöl gewonnen werden.